# NHL-játékosok listája
Az alábbi listában található azon jégkorongosok neve, akik legalább egy mérkőzést játszottak az NHL-ben
| Ábécé szerinti tartalomjegyzék                      |
| --------------------------------------------------- |
| A B C D E F G H I J K L M N O P Q R S T U V W X Y Z |

## A
NHL-játékosok listája (A)

## B
NHL-játékosok listája (B)

## C
NHL-játékosok listája (C)

## D
NHL-játékosok listája (D)

## E
NHL-játékosok listája (E)

## F
NHL-játékosok listája (F)

## G
NHL-játékosok listája (G)

## H
NHL-játékosok listája (H)

## I
NHL-játékosok listája (I)

## J
NHL-játékosok listája (J)

## K
NHL-játékosok listája (K)

## L
NHL-játékosok listája (L)

## M
NHL-játékosok listája (M)

## N
NHL-játékosok listája (N)

## O
NHL-játékosok listája (O)

## P
NHL-játékosok listája (P)

## Q
NHL-játékosok listája (Q)

## R
NHL-játékosok listája (R)

## S
NHL-játékosok listája (S)

## T
NHL-játékosok listája (T)

## U
NHL-játékosok listája (U)

## V
NHL-játékosok listája (V)

## W
NHL-játékosok listája (W)

## Y
NHL-játékosok listája (Y)

## Z
NHL-játékosok listája (Z)